# Ulica Warszawska w Częstochowie
Ulica Warszawska – ulica w Częstochowie zaczynająca się na placu Ignacego Daszyńskiego w centrum miasta. Przebiega w kierunku północno-wschodnim przez dzielnice Stare Miasto i Wyczerpy-Aniołów. Od węzła z aleją Wojska Polskiego ulica ma status drogi krajowej nr 91.
Początkowa część ulicy (do numerów 129 i 142) należy do Starego Miasta, pozostała część jest położona w obrębie dzielnicy Wyczerpy-Aniołów.
Ulica ma 5 km długości. Znajduje się przy niej ponad 400 posesji (najwięcej w Częstochowie). Ulica kończy się w dość nietypowy sposób: przed rozwidleniem dróg wylotowych w kierunku Radomska i Włoszczowy, na wzniesieniu, przechodzi w ulicę Rędzińską. Zmiana nazwy ulicy następuje w miejscu, gdzie do 1977 roku przebiegała granica Częstochowy. Końcowy odcinek ulicy, za hutą szkła, dość stromo się wznosi (na odcinku 410 m różnica wysokości wynosi 15 m, co daje 3,6% nachylenia). 
Początkowy fragment ulicy biegnie po przypuszczalnej linii murów miejskich, rozebranych około 1660 roku. Ulica przez wieki stanowiła jedną z dwóch głównych dróg wjazdowych do Częstochowy (drugą była ulica Krakowska). Już przed II wojną światową ulica miała utwardzoną nawierzchnię, wykonaną z kostki kamiennej i klinkieru.
W latach 2013–2015 ulica Warszawska wraz z ulicą Rędzińską zostały przebudowane. W ramach remontu między innymi wybudowano pięć rond (w tym rondo turbinowe na skrzyżowaniu z ulicą Rząsawską) oraz przebudowano węzeł z drogą krajową nr 1. Wartość inwestycji wyniosła ok. 61,5 mln złotych.
Do 2021 roku status drogi krajowej nr 91 miał dłuższy fragment, od ronda Trzech Krzyży. W związku z oddaniem do użytku Autostrady A1 przebieg dróg krajowych w Częstochowie uległ zmianie. 1 stycznia 2022 roku kategoria odcinka pomiędzy rondem Trzech Krzyży a węzłem z aleją Wojska Polskiego została zmieniona na drogę powiatową.